# Schwestern des hl. Joseph von der Erscheinung
Die Schwestern des hl. Joseph von der Erscheinung (lateinisch: Institutum Sororum a S. Joseph ab Apparitione, Ordenskürzel SJA) sind eine Ordensgemeinschaft in der römisch-katholischen Kirche. Das Apostolat der Schwestern umfasst missionarische Arbeit, Gemeindearbeit, Jugenderziehung und die Pflege alter und kranker Menschen. 
Die Kongregation wurde im Jahr 1832 im französischen Gaillac von Schwester Émilie de Vialar gegründet, die 1951 heiliggesprochen wurde. Sœur Émilie wählte als Schutzpatron der Gemeinschaft den hl. Josef, dem im Traum ein Engel das Geheimnis der Menschwerdung Gottes offenbarte (Mt 1,20 ). Die Schwestern haben heute Häuser in vielen Ländern in Afrika, Asien, Europa und Lateinamerika. Die Leitung befindet sich in Paris. Am 31. Dezember 2005 gab es 940 Schwestern des hl. Joseph in 154 Gemeinschaften.